# Helina longipila
Helina longipila är en tvåvingeart som först beskrevs av Stein 1918.  Helina longipila ingår i släktet Helina och familjen husflugor.
Artens utbredningsområde är Peru. Inga underarter finns listade i Catalogue of Life.